# اوروفوسور
اوروفوسور(نام علمی: Orophosaurus) نام یک سرده از فراراسته خزنده‌بالگان است.